# Danny Webb
Danny Webb (n. 6 iunie 1958, Londra, Anglia, Regatul Unit) este un actor englez de televiziune și film. Acesta este  cunoscut pentru rolurile prizonierului Morse în filmul Alien 3, Thomas Cromwell în serialul Henry al VIII-lea⁠(d) și John Maynard Jefferson în episoadele The Impossible Planet⁠(d) și The Satan Pit⁠(d) ale serialului Doctor Who.

## Biografie
Webb s-a născut pe 6 iunie 1958, fiul lui Eileen și Maurice Webb. A urmat cursurile Academiei Regale de Artă Dramatică și a absolvit în 1977.
Webb a apărut în multe emisiuni de televiziune britanice, inclusiv Aventurile tânărului Indiana Jones, Our Friends in the North⁠(d), Inspectorul Jack Frost⁠(d), Agatha Christie's Poirot, The Bill⁠(d), Crimele din Midsomer, Martor tăcut⁠(d) și Shackleton⁠(d). De asemenea, a apărut în două episoade ale serialului Doctor Who - „The Impossible Planet” și „The Satan Pit” - alături de actorii David Tennant și Billie Piper⁠(d). De asemenea, a jucat în Britannia High⁠(d) în rolul lui Jack Tyler și în Trucuri noi⁠(d) ca DJ.
În 1985, Webb a jucat alături de Jon Pertwee⁠(d) într-o adaptare pentru televiziune a piesei lui Karl Wittlinger, Do You Know the Milky Way?, interpretându-l pe Kris, un pacient bolnav psihic.
Webb a avut, de asemenea, roluri episodice în mai multe seriale de televiziune, inclusiv Brookside⁠(d), Cardiac Arrest⁠(d) și Life Begins⁠(d). 
Webb a apărut în videoclipul piesei „Owner of a Lonely Heart⁠(d)” al formației Yes.
În 2008, Webb a apărut în rolul jurnalistului Noel Botham⁠(d) în drama BBC Four Hughie Green, Most Sincerely. A contribuit la realizarea unor cărți audiobook ale poveștilor The Lightning Tower/The Dark King și Slayer of the Storm God. De asemenea, a avut un rol minor ca ofițer de comunicații german în filmul Operațiunea Valkyrie.
În septembrie 2009, a avut un rol principal în serialul dramatic în cinci părți Land Girls⁠(d).
În 2015, Danny a interpretat rolul lui Roy în thrillerul britanic The Contract⁠(d) (2016).

### Teatru
Danny Webb a avut numeroase roluri în teatru, inclusiv în producția Blasted⁠(d) (2011) a lui Sarah Kane⁠(d), câștigătoare a premiului Olivier. De asemenea, a câștigat la categoria cel mai bun actor pentru acest rol în cadrul Off West End Awards. A apărut de două ori la Royal Court Theatre⁠(d): Chicken Soup with Barley⁠(d) de Arnold Wesker (2011) și The Mistress Contract⁠(d).

## Filmografie
| An   | Titlu                                     | Personaj             | Producător                    | Note |
| ---- | ----------------------------------------- | -------------------- | ----------------------------- | ---- |
| 1984 | A Year of the Quiet Sun                   | David                |                               |      |
| 1985 | No End                                    | Englishman           |                               |      |
| 1986 | Defence of the Realm                      | Danny Royce          | Hemdale Film Corporation      |      |
| 1987 | Billy the Kid and the Green Baize Vampire | TV Director          |                               |      |
| 1987 | Death Wish 4: The Crackdown               | Zacharias' Man       | Cannon Films                  |      |
| 1989 | Henry V                                   | Gower                | BBC                           |      |
| 1992 | Alien 3                                   | Robert Morse         | 20th Century Fox              |      |
| 1996 | True Blue                                 | Alan Palmer          | FilmFour Productions          |      |
| 1997 | Love and Death on Long Island             | Video Assistant      | Telefilm Canada               |      |
| 1998 | Still Crazy                               | Clive                | Columbia Pictures Corporation |      |
| 2000 | Shiner                                    | Karl                 | Miramax Films                 |      |
| 2001 | Inspiration                               | Man                  |                               |      |
| 2003 | I'll Be There                             | Denny Wise           | Morgan Creek                  |      |
| 2004 | The Aryan Couple                          | Himmler              |                               |      |
| 2005 | The Upside of Anger                       | Grey Wolfmeyer       | Media 8 Entertainment         |      |
| 2008 | Valkyrie                                  | Captain Haans        | United Artists                |      |
| 2010 | The Story of F***                         | Barton Hamborski     |                               |      |
| 2013 | Hummingbird                               | Damon                | Lionsgate                     |      |
| 2014 | Locke                                     | Cassidy              | A24                           |      |
| 2014 | A Little Chaos                            | Claude Moulin        | BBC Films                     |      |
| 2015 | The Contract                              | Roy                  | Scanner Rhodes/Robert Fucilla |      |
| 2015 | Silent Hours                              | David Frampton       |                               |      |
| 2016 | City of Tiny Lights                       | DS Cal Donnely       | BBC Films                     |      |
| 2017 | Pegasus Bridge                            | General Richard Gale | Independent                   |      |
| 2017 | Churchill                                 | General Alan Brooke  | Salon Pictures                |      |
| 2019 | Never Grow Old                            | Preacher Pike        | Saban Films                   |      |